# Эвдам (сатрап Индии)
Эвдам (др.-греч. Εὔδημος; казнён в 316 году до н. э.) — македонский военачальник и сатрап.

## Биография
Во время похода Александра Великого Эвдам был таксиархом отряда фракийцев. Впоследствии занял важный пост при правителе северной Индии Филиппе. По мнению В. Хеккеля Филипп был сатрапом, а Эвдам руководил войском фракийцев, которые обеспечивали его власть. После гибели Филииппа в 326 году до н. э. от рук взбунтовавшихся наёмников царь поручил Эвдаму вместе с раджей Таксилом управление сатрапией Филиппа.
Диодор Сицилийский назвал Эвдама виновником смерти давнего врага Таксила раджи Пора. В 318 году до н. э. Пифон убил сатрапа Парфии Филиппа и поставил на его место своего брата Эвдама. Захват Парфии не привёл к ожидаемому усилению Пифона. Сатрапы соседних областей объединились и объявили ему войну. По всей видимости, они опасались, что захват Парфии является лишь первым шагом Пифона по захвату новых владений. Диодор поимённо перечисляет членов антипифоновской коалиции. Среди них был и Эвдам, который привёл пятьсот всадников, триста пеших воинов и сто двадцать слонов.
Впоследствии Эвдам со своим войском присоединился к армии Эвмена, сражающегося с Антигоном. Во время битвы при Паретакене 316 года до н. э. он находился на левом фланге. Именно на этом фланге и развернулись основные бои. Антигон смог обратить в бегство войска Эвдама. Эвмен был вынужден  задействовать резервы и войска с правого фланга, чтобы не допустить поражения.
Диодор Сицилийский писал, что Эвмен подкупил Эвдама выдав ему 200 талантов, официально на содержание слонов. Плутарх, напротив, утверждал, что Эвмен взял в долг у Эвдама большую сумму денег. Поэтому когда против Эвмена возник заговор, Эвдам сообщил об этом военачальнику так как боялся окончательно потерять данные взаймы деньги.
После битвы при Габиене 316 года до н. э. Эвдам попал в плен к Антигону и был казнён.